# غياضة الغربية
قرية غياضة الغربية هي إحدى القرى التابعة لمركز ببا في محافظة بني سويف في جمهورية مصر العربية. حسب إحصاءات سنة 2006، بلغ إجمالي السكان في غياضة الغربية 7601 نسمة، منهم 3746 رجل و3855 امرأة.